# Kuhborn

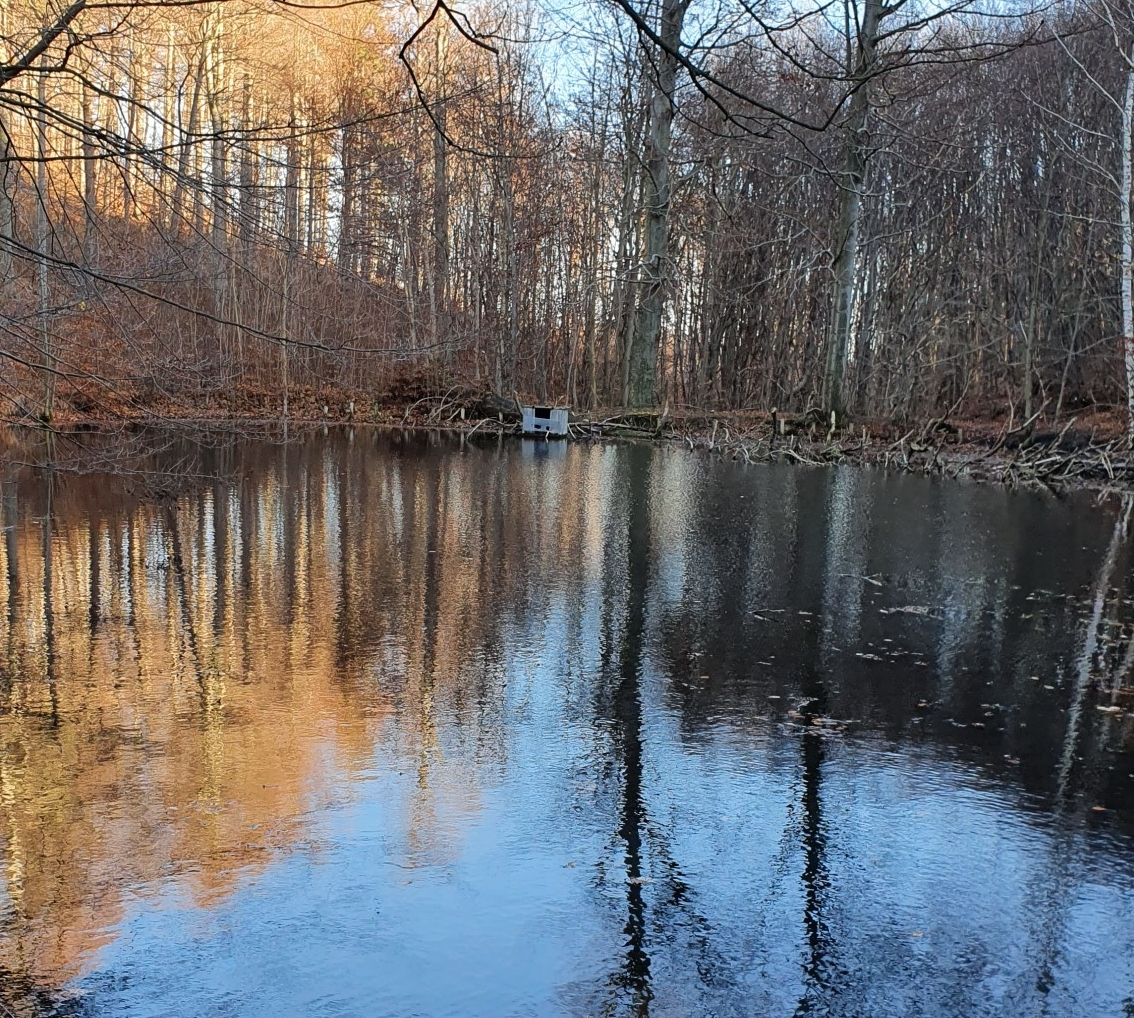
Kuhbornteich im Spätherbst

Der Kuhborn ist ein stehendes Gewässer südwestlich des Heudeberberges in der Nähe des Stadtteils Hasserode von Wernigerode im Harz. Er gehörte zum Teichsystem des Augustiner-Eremitenklosters Himmelpforten und diente einst als Viehtränke. Heute wird der Kuhborn u. a. als Feuchtbiotop genutzt. Er entwässert über einen Graben zur Holtemme.
Unmittelbar am Kuhborn vorbei führt ein markierter Wanderweg von der Himmelpforte über die Kuhbornwiese, Piepenberg  zum Kastanienplatz am Schwengskopf und weiter zur Plessenburg. Weitere Wege führen über den Eichberg oder den Piepergrund hinunter nach Hasserode.